# Asbach (Petershausen)

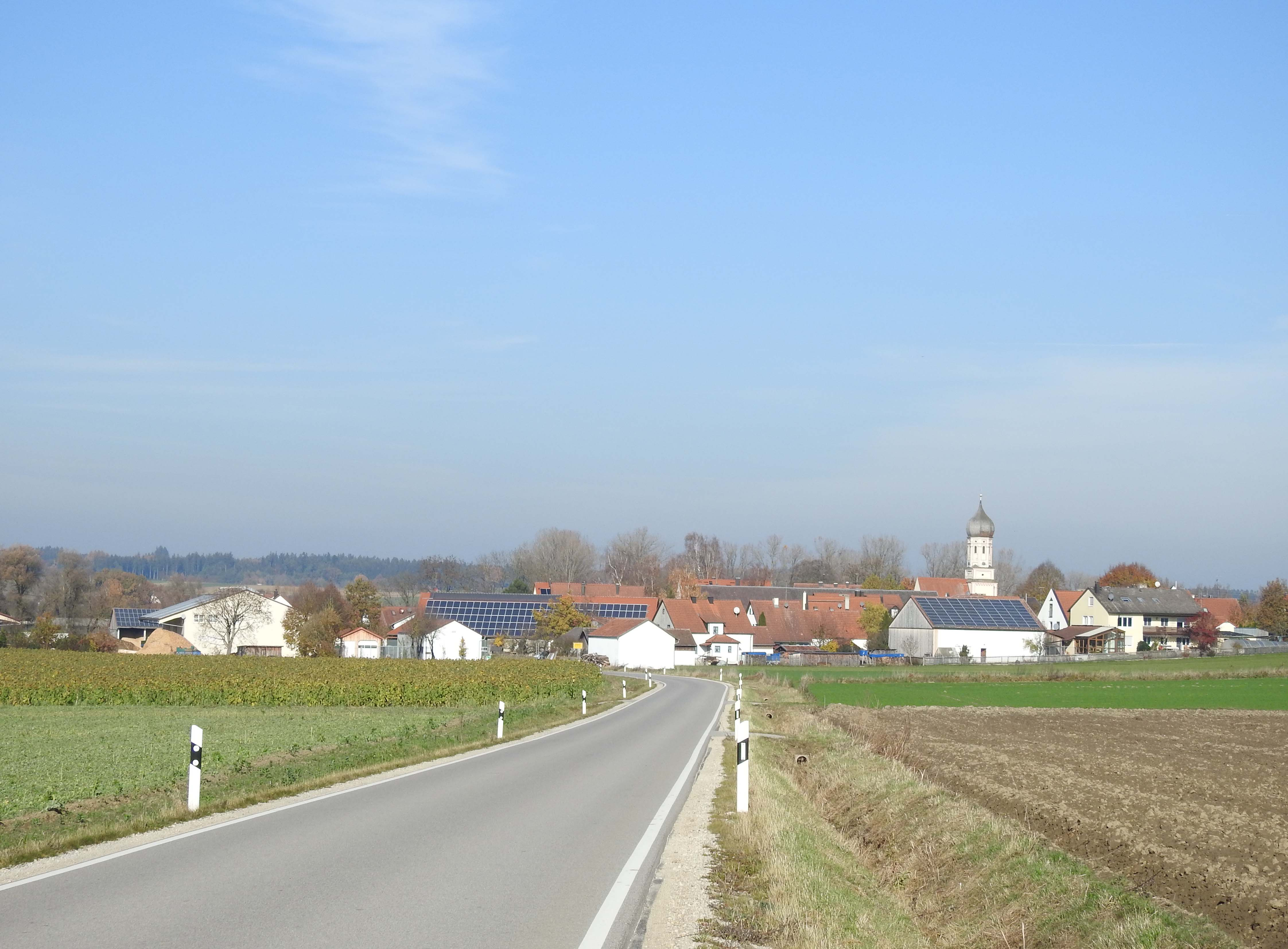
Asbach von Süden

Asbach ist ein Ortsteil und eine Gemarkung der Gemeinde Petershausen im Landkreis Dachau.

## Geographie
Das Pfarrdorf Asbach mit ca. 160 Einwohnern liegt an der Glonn zwischen Weichs und Petershausen.               

## Geschichte
Die Katholische Pfarrkirche St. Peter und Paul in Asbach wurde schon im 13. Jahrhundert erbaut und um 1715/20 barock umgestaltet. Die Kirche war ab 1464 bis 1751 dem Kloster Indersdorf inkorporiert.
Die Herstellung der gemeindlichen Selbstverwaltung erfolgte über das Zweite Gemeindeedikt im Königreich Bayern vom 17. Mai 1818. Am 1. Mai 1978 wurde der nordöstliche Teil der Gemeinde Asbach mit dem gleichnamigen Gemeindeteil nach Petershausen eingemeindet. Das südwestliche Gemeindegebiet von Asbach mit dem Gemeindeteil Ebersbach wurde in die Gemeinde Weichs eingegliedert.